# Alboka
L'alboka è uno strumento musicale a fiato tipico dei Paesi Baschi.
Il suo nome deriva dall'arabo "al-bûq" (البوق) (letteralmente "la tromba"). Secondo alcuni studi lo strumento ha origine in Asia e fu portato nella penisola iberica durante l'occupazione araba.
È formato da due corna, che possono essere di capra o di un giovane bue (2 o 3 anni), da un corpo di legno e da due tubi solitamente di bambù. Nella parte finale ha due ance (fitak) che creano il suo suono caratteristico. Il suono che ne risulta è molto simile a quello della ciaramella (o pìpita) e, come quest'ultima, non è interrotto ma continuo. Questo perché suonata utilizzando la tecnica detta di "respirazione circolare", che permette di respirare senza smettere di suonare. Questo modo di suonare lo si ritrova anche nelle launeddas sarde.